# Fijisch voetbalelftal (vrouwen)
Het Fijisch vrouwenvoetbalelftal is een voetbalteam dat Fiji vertegenwoordigt in internationale wedstrijden, zoals het Oceanisch kampioenschap.
Het team van Fiji speelde in 1983 zijn eerste wedstrijd tijdens het Oceanisch kampioenschap. Tegen gastland Nieuw-Caledonië werd met 0-2 verloren. Het land kwalificeerde zich vijf keer voor het Oceanisch kampioenschap en beleefde zijn beste toernooien in 2018 en 2022, toen het tweede werd.
De ploeg speelt zijn thuiswedstrijden in het ANZ Nationaal Stadion.

## Prestaties op eindronden

### Wereldkampioenschap
| Jaar   | Resultaat           | Wed                 | W                   | G                   | V                   | DV                  | DT                  |
| ------ | ------------------- | ------------------- | ------------------- | ------------------- | ------------------- | ------------------- | ------------------- |
| 1991   | Niet gekwalificeerd | Niet gekwalificeerd | Niet gekwalificeerd | Niet gekwalificeerd | Niet gekwalificeerd | Niet gekwalificeerd | Niet gekwalificeerd |
| 1995   | Niet gekwalificeerd | Niet gekwalificeerd | Niet gekwalificeerd | Niet gekwalificeerd | Niet gekwalificeerd | Niet gekwalificeerd | Niet gekwalificeerd |
| 1999   | Niet gekwalificeerd | Niet gekwalificeerd | Niet gekwalificeerd | Niet gekwalificeerd | Niet gekwalificeerd | Niet gekwalificeerd | Niet gekwalificeerd |
| 2003   | Niet gekwalificeerd | Niet gekwalificeerd | Niet gekwalificeerd | Niet gekwalificeerd | Niet gekwalificeerd | Niet gekwalificeerd | Niet gekwalificeerd |
| 2007   | Niet gekwalificeerd | Niet gekwalificeerd | Niet gekwalificeerd | Niet gekwalificeerd | Niet gekwalificeerd | Niet gekwalificeerd | Niet gekwalificeerd |
| 2011   | Niet gekwalificeerd | Niet gekwalificeerd | Niet gekwalificeerd | Niet gekwalificeerd | Niet gekwalificeerd | Niet gekwalificeerd | Niet gekwalificeerd |
| 2015   | Niet gekwalificeerd | Niet gekwalificeerd | Niet gekwalificeerd | Niet gekwalificeerd | Niet gekwalificeerd | Niet gekwalificeerd | Niet gekwalificeerd |
| 2019   | Niet gekwalificeerd | Niet gekwalificeerd | Niet gekwalificeerd | Niet gekwalificeerd | Niet gekwalificeerd | Niet gekwalificeerd | Niet gekwalificeerd |
| 2023   | Niet gekwalificeerd | Niet gekwalificeerd | Niet gekwalificeerd | Niet gekwalificeerd | Niet gekwalificeerd | Niet gekwalificeerd | Niet gekwalificeerd |
| Totaal | 0/9                 | 0                   | 0                   | 0                   | 0                   | 0                   | 0                   |

### Olympische Spelen
| Jaar   | Resultaat           | Wed                 | W                   | G                   | V                   | DV                  | DT                  |
| ------ | ------------------- | ------------------- | ------------------- | ------------------- | ------------------- | ------------------- | ------------------- |
| 1996   | Niet gekwalificeerd | Niet gekwalificeerd | Niet gekwalificeerd | Niet gekwalificeerd | Niet gekwalificeerd | Niet gekwalificeerd | Niet gekwalificeerd |
| 2000   | Niet gekwalificeerd | Niet gekwalificeerd | Niet gekwalificeerd | Niet gekwalificeerd | Niet gekwalificeerd | Niet gekwalificeerd | Niet gekwalificeerd |
| 2004   | Niet gekwalificeerd | Niet gekwalificeerd | Niet gekwalificeerd | Niet gekwalificeerd | Niet gekwalificeerd | Niet gekwalificeerd | Niet gekwalificeerd |
| 2008   | Niet gekwalificeerd | Niet gekwalificeerd | Niet gekwalificeerd | Niet gekwalificeerd | Niet gekwalificeerd | Niet gekwalificeerd | Niet gekwalificeerd |
| 2012   | Niet deelgenomen    | Niet deelgenomen    | Niet deelgenomen    | Niet deelgenomen    | Niet deelgenomen    | Niet deelgenomen    | Niet deelgenomen    |
| 2016   | Niet gekwalificeerd | Niet gekwalificeerd | Niet gekwalificeerd | Niet gekwalificeerd | Niet gekwalificeerd | Niet gekwalificeerd | Niet gekwalificeerd |
| 2020   | Niet gekwalificeerd | Niet gekwalificeerd | Niet gekwalificeerd | Niet gekwalificeerd | Niet gekwalificeerd | Niet gekwalificeerd | Niet gekwalificeerd |
| 2024   | Nog te bepalen      | Nog te bepalen      | Nog te bepalen      | Nog te bepalen      | Nog te bepalen      | Nog te bepalen      | Nog te bepalen      |
| Totaal | 0/8                 | 0                   | 0                   | 0                   | 0                   | 0                   | 0                   |

### Oceanisch kampioenschap
| Jaar   | Resultaat        | Wed              | W                | G                | V                | DV               | DT               |
| ------ | ---------------- | ---------------- | ---------------- | ---------------- | ---------------- | ---------------- | ---------------- |
| 1983   | Vierde plaats    | 3                | 0                | 0                | 3                | 1                | 30               |
| 1986   | Niet deelgenomen | Niet deelgenomen | Niet deelgenomen | Niet deelgenomen | Niet deelgenomen | Niet deelgenomen | Niet deelgenomen |
| 1989   | Niet deelgenomen | Niet deelgenomen | Niet deelgenomen | Niet deelgenomen | Niet deelgenomen | Niet deelgenomen | Niet deelgenomen |
| 1991   | Niet deelgenomen | Niet deelgenomen | Niet deelgenomen | Niet deelgenomen | Niet deelgenomen | Niet deelgenomen | Niet deelgenomen |
| 1994   | Niet deelgenomen | Niet deelgenomen | Niet deelgenomen | Niet deelgenomen | Niet deelgenomen | Niet deelgenomen | Niet deelgenomen |
| 1998   | Vierde plaats    | 4                | 1                | 0                | 3                | 6                | 38               |
| 2003   | Niet deelgenomen | Niet deelgenomen | Niet deelgenomen | Niet deelgenomen | Niet deelgenomen | Niet deelgenomen | Niet deelgenomen |
| 2007   | Niet deelgenomen | Niet deelgenomen | Niet deelgenomen | Niet deelgenomen | Niet deelgenomen | Niet deelgenomen | Niet deelgenomen |
| 2010   | Groepsfase       | 3                | 0                | 1                | 2                | 1                | 5                |
| 2014   | Niet deelgenomen | Niet deelgenomen | Niet deelgenomen | Niet deelgenomen | Niet deelgenomen | Niet deelgenomen | Niet deelgenomen |
| 2018   | Tweede plaats    | 5                | 3                | 0                | 2                | 20               | 19               |
| 2022   | Tweede plaats    | 5                | 3                | 1                | 1                | 10               | 5                |
| Totaal | 5/12             | 20               | 7                | 2                | 11               | 38               | 97               |

### Pacifische Spelen
| Jaar   | Resultaat     | Wed | W  | G | V | DV | DT |
| ------ | ------------- | --- | -- | - | - | -- | -- |
| 2003   | Vijfde plaats | 6   | 3  | 1 | 2 | 11 | 8  |
| 2007   | Derde plaats  | 6   | 5  | 0 | 1 | 12 | 2  |
| 2011   | Derde plaats  | 5   | 3  | 0 | 2 | 5  | 9  |
| 2015   | Groepsfase    | 2   | 0  | 1 | 1 | 2  | 6  |
| 2019   | Derde plaats  | 5   | 4  | 0 | 1 | 21 | 3  |
| Totaal | 5/5           | 24  | 15 | 2 | 5 | 51 | 28 |

## FIFA-wereldranglijst
Betreft klassering aan het einde van het jaar
| 2003 | 2004 | 2005 | 2006 | 2007 | 2008 | 2009 | 2010 | 2011 | 2012 | 2015 | 2016 | 2018 | 2019 | 2020 | 2021 | 2022 |
| ---- | ---- | ---- | ---- | ---- | ---- | ---- | ---- | ---- | ---- | ---- | ---- | ---- | ---- | ---- | ---- | ---- |
| 69   | 72   | 74   | 76   | 77   | 73   | 69   | 85   | 81   | 77   | 83   | 72   | 72   | 65   | 64   | 68   | 71   |

## Selecties

### Huidige selectie
Deze spelers werden geselecteerd voor het Oceanisch kampioenschap voetbal vrouwen 2022 in juli 2022.
| Doel                  |                          |                    |
| 1                     | Seruwaia Vasuitoga       | Onbekend           |
| 20                    | Mereseini Waqali         | Onbekend           |
| 21                    | Selai Tikoisuva          | Onbekend           |
| Verdediging           |                          |                    |
| 2                     | Filomena Racea           | Onbekend           |
| 5                     | Cecilia Nainima          | Onbekend           |
| 8                     | Aliza Hussein            | Onbekend           |
| 12                    | Laniana Qereqeretabua    | Onbekend           |
| 13                    | Veniana Ranadi           | Onbekend           |
| 14                    | Unaisi Tuberi            | Onbekend           |
| 19                    | Angeline Rekha           | Onbekend           |
| 23                    | Maria Veronika           | Onbekend           |
| Middenveld            |                          |                    |
| 3                     | Adi Bakaniceva           | Onbekend           |
| 4                     | Mereoni Tora             | Onbekend           |
| 6                     | Cema Nasau               | Onbekend           |
| 11                    | Jotivini Tabua           | Onbekend           |
| 15                    | Shayal Sindhika          | Onbekend           |
| 16                    | Sofi Diyalowai           | Onbekend           |
| 17                    | Evivi Buka               | Onbekend           |
| 25                    | Vanisha Kumar            | Onbekend           |
| 28                    | Merevesi Ofakimalino     | Onbekend           |
| Aanval                |                          |                    |
| 7                     | Koleta Likuculacula      | Onbekend           |
| 9                     | Trina Davis              | Puerto Rico Sol FC |
| 10                    | Luisa Tamanitoakula      | Onbekend           |
| 18                    | Narieta Leba             | Onbekend           |
| 22                    | Adi Anasimeci Volitikoro | Onbekend           |
| 24                    | Timaima Vuniyayawa       | Onbekend           |
| 26                    | Imeri Nai                | Onbekend           |
| Bondscoach: Lisa Cole |                          |                    |